# 硫酸钚(III)
硫酸钚(III)是一种具有强放射性的无机化合物，化学式为Pu2(SO4)3，存在无水物和水合物。可以和钾、铊(I)形成复盐（KPu(SO4)2·4H2O和TlPu(SO4)2·4H2O）。